# Oxonmoot
Oxonmoot es una conferencia y convención de seguidores organizada por The Tolkien Society para celebrar y estudiar la vida y trabajos de J. R. R. Tolkien. Tiene lugar cada año en Oxford, Inglaterra, alrededor del 22 de septiembre, fecha del cumpleaños de Bilbo y Frodo, también conocida como el "Día del hobbit".

## Historia
La idea de una reunión en Oxford relacionada con Tolkien se dio por múltiples conexiones del escritor con la ciudad, y fue inicialmente sugerida por John Abbot en el fanzine Nazgul. El primer Oxonmoot tuvo lugar entre septiembre 13 y 15 de 1974, en el pub Welsh Pony localizado en la calle George. Entre otras actividades como una visita a la Biblioteca Bodleiana y una comida en el pub Eagle and Child, los encargados de esta primera reunión pusieron una corona funeraria en la tumba de Tolkien y recitaron el poema en élfico A Elbereth Gilthoniel.
Durante este primer Oxonmoot un estudiante estadounidense y miembro de la Mythopoeic Society se unió al grupo original. El Oxonmoot de 1992, en el centenario del nacimiento de Tolkien, fue organizado en conjunto con la «Mythcon XXIII».
Desde 1991 Oxonmoot ha sido llevado a cabo en diferentes colegios de la Universidad de Oxford, por ejemplo, Lady Margaret Hall de 2009 a 2014, y St Antony's College de 2015 a 2019.
Oxonmoot se ha convertido en el evento más grande en el calendario de acontecimientos de la Tolkien Society, típicamente trayendo aproximadamente 200 seguidores del Reino Unido y otros países. El Oxonmoot de 2018 fue el más grande con más de 300 participantes, coincidiendo con la popular exposición en la Biblioteca Bodleiana Tolkien: Creador de la Tierra Media.

## Actividades

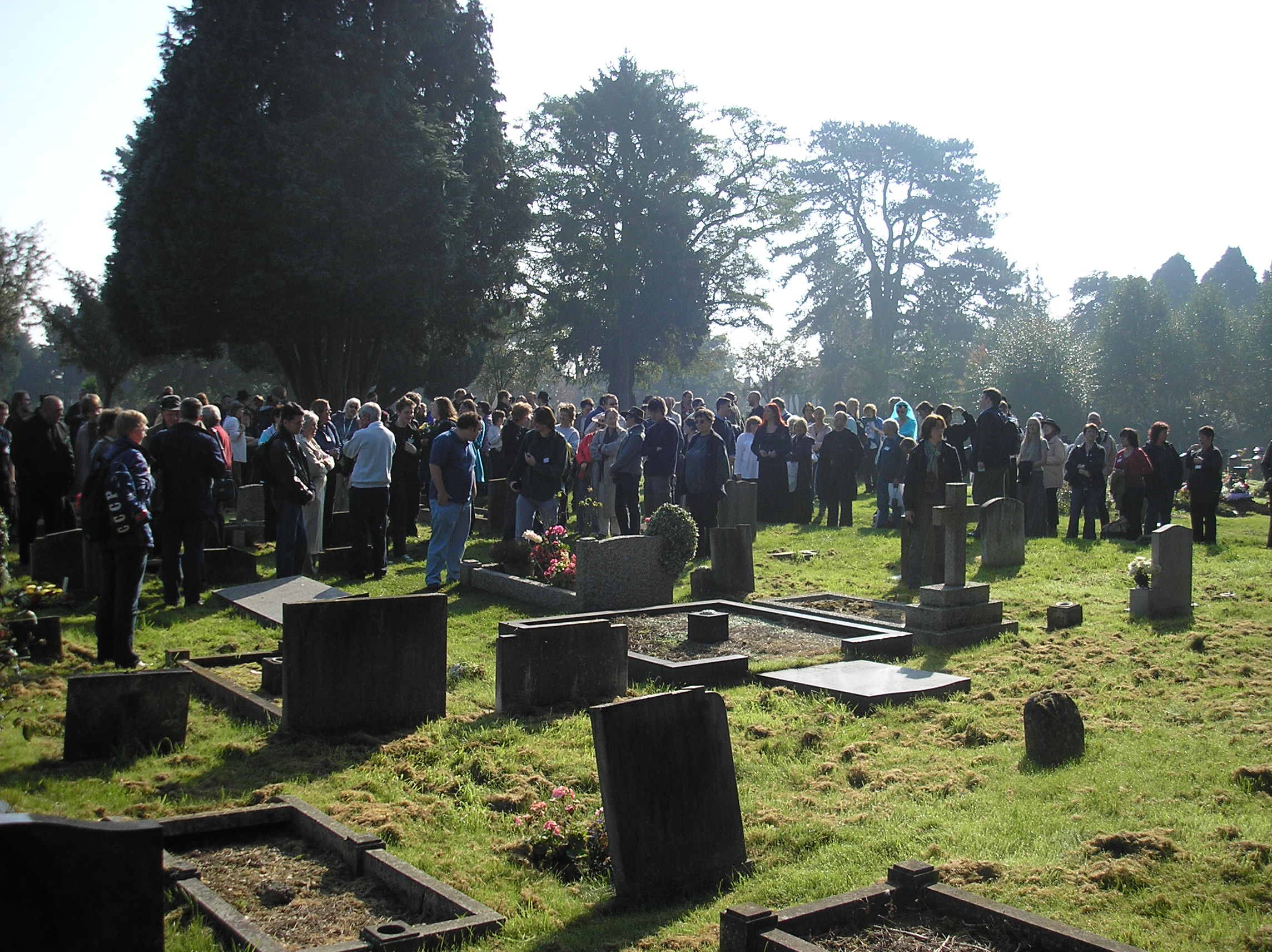
Admiradores se reúnen en la tumba de Tolkien durante el Oxonmoot 2008.

Oxonmoot tiene lugar durante el fin de semana e incluye charlas, espectáculos de arte, círculos de lectura, obras de teatro, talleres, y eventos sociales como concursos, un banquete y un baile de máscaras. Oxonmoot cierra con una ceremonia conmemorativa llamada Enyalië en la tumba de Tolkien en el cementerio de Wolvercote. La Enyalië continúa la tradición establecida durante el primer Oxonmoot de poner una corona funeraria en la tumba de Tolkien y su esposa Edith, e incluye palabras por el presidente de la Tolkien Society, una lectura seleccionada, y un recital del poema élfico Namárië.
Oxonmoot es un foro para presentar trabajos de investigación sobre Tolkien en forma de seminarios, artículos y libros, de parte de académicos como John Garth, Tom Shippey, Verlyn Flieger, Michael D. C. Drout, y Elizabeth Solopova.
Debido a la pandemia de COVID, el Oxonmoot 2020 se llevó a cabo de manera virtual, incluyendo pláticas por Dimitra Fimi, sobre los Cuentos Inconclusos, Wayne G. Hammond Y Christina Scull, sobre Tolkien como ilustrador, entre otros.